# Forcipomyia ixodoides
Forcipomyia ixodoides är en tvåvingeart som först beskrevs av Fiebrig-gertz 1928.  Forcipomyia ixodoides ingår i släktet Forcipomyia och familjen svidknott. Inga underarter finns listade i Catalogue of Life.